# コムスシフト
コムスシフト（KOMS SIFT）は、日本の芸能事務所。

## 概要
- 設立 1988年
- 福岡営業所 福岡市博多区美野島（2017年8月より）
- 従業員数 5名（2017年8月現在）

## 沿革
- 1988年設立。
- 1995年コムスコーポレーションから社名変更。
- 2017年8月に営業所を福岡に移動。

## 主な所属タレント
- 水沢螢
- みれいゆ

## 過去に所属していたタレント
- 伊藤淳史
- 加賀まりこ
- 香川照之
- 神津はづき
- 小林薫
- 杉本哲太
- 鈴木京香
- 高松いく
- 田中裕子
- 藤間宇宙
- 中村久美
- 夏川結衣
- 西島秀俊
- 倍賞美津子
- 風吹ジュン
- 前田昌代
- 山崎直子
- 裕木奈江
- 尾野真千子
- 小澤征悦
- 田中隆三
- 高野志穂
- 郭智博
- 和希沙也
- 冨田佳輔
- 珠子
- 伊藤友樹